# Messier 109
Messier 109 sau M109 este o galaxie spirală barată.